# Goran Adamović
Goran Adamović (* 24. dubna 1987, Valjevo) je srbský fotbalový obránce, od roku 2017 hráč maltského klubu Sliema Wanderers.

## Klubová kariéra
Svoji fotbalovou kariéru začal v FK Crvena zvezda. Mezi jeho další angažmá patří: FK Partizan, FK BSK Borča, FK Zemun, FK Novi Sad, FK Budućnost Podgorica, FK Spartak Zlatibor Voda, MFK Ružomberok, FK Mladost Podgorica.